# هانس ریسو
هانس ریسو (انگلیسی: Hans Riso; ۱۶ مارس ۱۸۸۹ – ۱۹۵۰ (۶۰−۶۱ سال)) بازیکن فوتبال اهل آلمان بود.
از باشگاه‌هایی که در آن بازی کرده‌است می‌توان به اشاره کرد.
وی همچنین در تیم ملی فوتبال آلمان بازی کرده‌است.